# امانیه (اهواز)

امانیه یکی از محله‌های قدیمی و مهم شهر اهواز در استان خوزستان است که در مرکز شهر و غرب رودخانه کارون واقع شده است. این محله با ترکیبی از بافت تاریخی، اهمیت اداری و فضای تفریحی، جایگاه ویژه‌ای در ساختار شهری اهواز دارد.

## موقعیت جغرافیایی
امانیه، که در مرکز شهر اهواز قرار گرفته است، از شمال با بلوار قدس، از شرق با بلوار ساحلی غربی، از جنوب با خیابان جمهوری اسلامی و میدان دانشگاه و از غرب با خیابان لشگر و میدان پانزده خرداد هم‌مرز است. مختصات جغرافیایی این محله ۳۱ درجه عرض شمالی و ۴۸ درجه طول شرقی است.

## تاریخچه
محله امانیه یکی از قدیمی‌ترین محله‌های اهواز به شمار می‌رود که قدمت آن به دوره قاجار و پهلوی بازمی‌گردد. در این محله ساختمان‌ها و عمارت‌هایی با معماری سنتی خوزستانی به چشم می‌خورد که بیانگر سبک زندگی و فرهنگ مردم این منطقه در گذر زمان است. بافت سنتی محله شامل کوچه‌های باریک و خانه‌های ساخته‌شده با مصالح محلی مانند خشت و گل است که نمایانگر هنر و معماری بومی اهواز در گذشته است. اگرچه برخی بناها نیاز به بازسازی دارند، اما همچنان به عنوان میراث فرهنگی محله حفظ شده‌اند.

## اهمیت اداری و آموزشی
محله امانیه میزبان تعدادی از مهم‌ترین نهادهای اداری و آموزشی اهواز است، از جمله:
- استانداری خوزستان
- فرمانداری اهواز
- ایستگاه راه‌آهن اهواز
- بیمارستان رازی
- دانشکده ادبیات و زبان‌ خارجی دانشگاه شهید چمران، مشهور به دانشگاه سه‌گوش
- دانشکده معارف و الهیات
- اداره کل آموزش و پرورش استان خوزستان

## فضاهای تفریحی و فرهنگی
این محله دارای چندین پارک و فضای سبز مهم است که از جمله آن‌ها می‌توان به پارک هجرت (میدان راه‌آهن)، پارک سه‌دختران و پارک گمرک اشاره کرد که محل تفریح و گردش اهالی و مسافرها هستند.

## خدمات و امکانات
امانیه دارای کافه‌ها، رستوران‌ها و فروشگاه‌های متعددی است که به ساکنان و بازدیدکنندگان خدمات ارائه می‌دهند. از جمله کافه‌های معروف می‌توان به «کافه مای»، «کافه آق بانو» و «کافه نادری» اشاره کرد و رستوران‌هایی مانند «رستوران خیمه»، «تاج سلطان» و «رستوران امانیه» نیز در این منطقه فعالیت می‌کنند.

## مشکلات و چالش‌ها
با وجود اهمیت تاریخی و فرهنگی، برخی از ساختمان‌های قدیمی این محله در وضعیت فرسودگی قرار دارند و نیازمند توجه و مرمت جدی هستند. همچنین بهسازی معابر و خیابان‌ها در سال‌های اخیر با هدف ارتقای کیفیت زندگی ساکنان در دستور کار شهرداری اهواز قرار گرفته است.